# Đường Durand
Đường Durand (tiếng Pashtun: د ډیورنډ کرښه) là biên giới quốc tế dài 2.430 km (1.510 dặm) giữa Pakistan và Afghanistan. Nó được thành lập vào năm 1896 giữa Sir Mortimer Durand, một nhà ngoại giao và công chức Anh của Raj thuộc Anh, và Abdur Rahman Khan, vua Afghanistan, để xác định giới hạn phạm vi ảnh hưởng của họ và cải thiện quan hệ ngoại giao và thương mại. Afghanistan đã được Anh coi là một nhà nước độc lập của nhà nước vào thời điểm đó, mặc dù người Anh kiểm soát các mối quan hệ ngoại giao và ngoại giao.
Hiệp định dài một trang, ngày 12 tháng 11 năm 1893, có bảy điều khoản ngắn, bao gồm cả cam kết không can thiệp vào vượt ra khỏi Đường Durand. [1] Một cuộc khảo sát ranh giới Anh-Afghanistan doanh diễn ra bắt đầu từ năm 1894, bao gồm khoảng 800 dặm của biên giới. Được thành lập theo hướng kết thúc "Ván Cờ Lớn", đường này kết quả đã hình thành Afghanistan như một vùng đệm giữa các lợi ích của Anh và Nga trong khu vực. Tuyến này, được sửa đổi theo Hiệp ước Anh-Afghanistan năm 1919, được kế thừa bởi Pakistan vào năm 1947 sau khi giành độc lập.
Đường Durand cắt qua các khu vực người Pashtun và đi về phía nam qua khu vực Balochistan, phân chia chính trị dân tộc Pashtuns, cũng như Baloch và các nhóm dân tộc khác sống ở cả hai bên biên giới. Nó phân chia Khyber Pakhtunkhwa, Các Khu vực Bộ lạc được Quản lý Liên bang, Balochistan và Gilgit-Baltistan ở phía bắc và phía tây Pakistan từ các tỉnh phía đông bắc và nam của Afghanistan. Từ quan điểm địa chính trị, nó đã được miêu tả là một trong những biên giới nguy hiểm nhất trên thế giới. Mặc dù được công nhận trên bình diện quốc tế như là biên giới phía tây của Pakistan, nhưng phần lớn vẫn chưa được công nhận ở Afghanistan.